# Pánev Ouled Abdoun

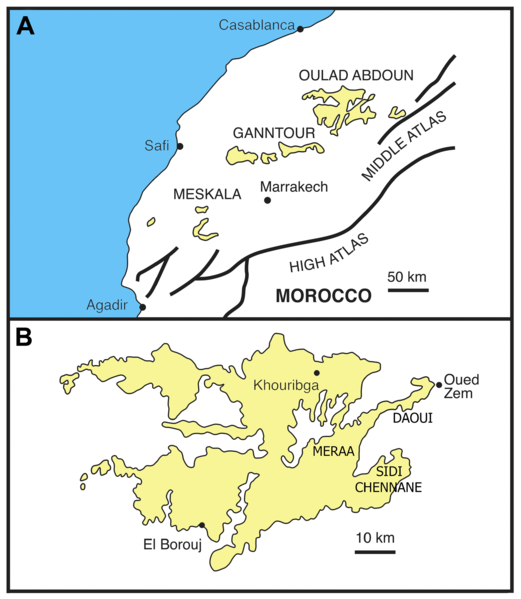
Fosfátové pánve v Maroku.

Pánev Ouled Abdoun se nachází nedaleko města Khouribga v severní části Maroka. Jedná se o geologickou jednotku obsahující horniny s vysokým obsahem fosforečnanů, které jsou zde průmyslově těženy.

## Paleontologie
Významná je tato oblast také pro paleontologii, protože se zde nacházejí sedimenty z období nejpozdnější křídy (geologický věk pozdní maastricht, asi před 68 až 66 miliony let). Je zde tedy zachycen život posledních druhohorních dinosaurů a ptakoještěrů. Hojné jsou zde například fosilie teropodů z čeledi Abelisauridae.
Nejmladší sedimenty však pocházejí z období eocénu. Celá oblast měří zhruba 100 krát 45 km a má celkovou rozlohu kolem 4500 km². Objeveny zde byly fosilie mnoha různých organismů, bezobratlých i obratlovců. Velmi hojné jsou zejména fosilie ptakoještěrů.

## Dinosauři

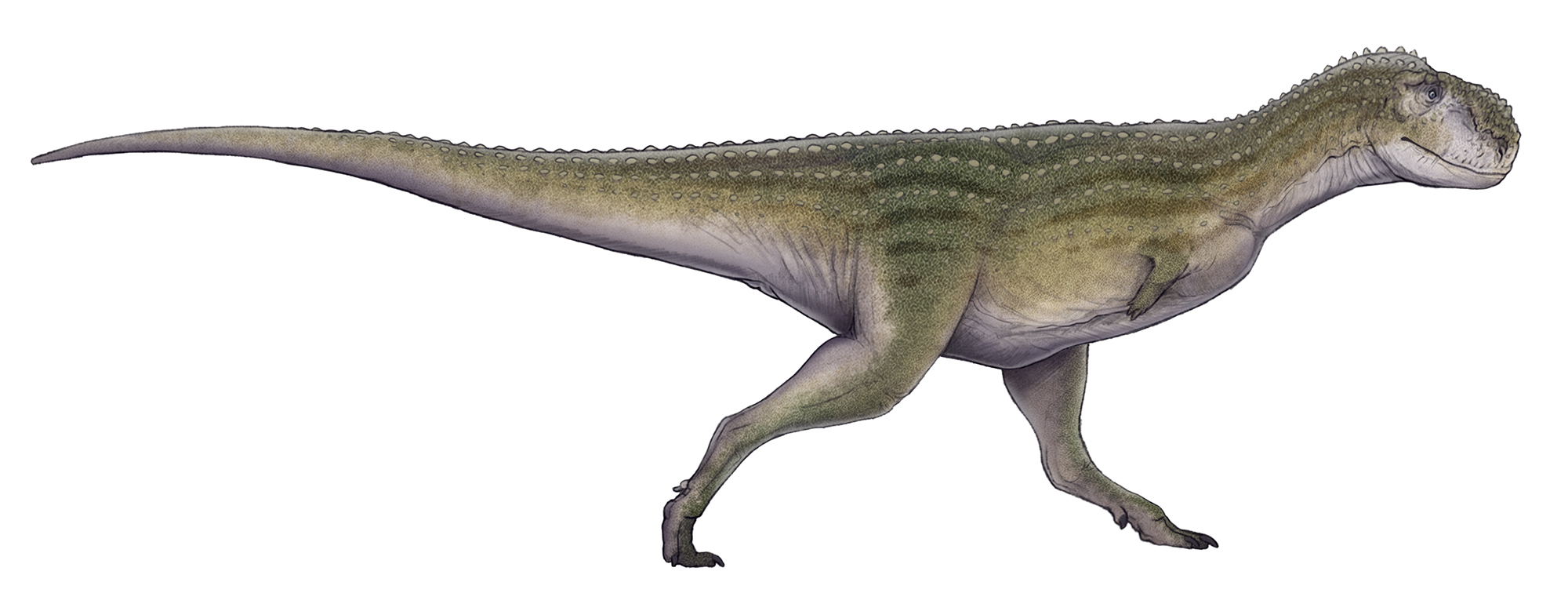
Abelisaurid druhu Chenanisaurus barbaricus - rekonstrukce možného vzezření.

- Ajnabia odysseus - malý kachnozobý dinosaurus

- Chenanisaurus barbaricus - středně velký abelisauridní teropod[4]

- Titanosauria indet. - blíže neurčený sauropodní dinosaurus

## Ptakoještěři
- Alcione elainus

- Arambourgiania cf.

- Azhdarchidae indet.

- Barbaridactylus grandis

- Simurghia robusta[5]

- Phosphatodraco mauritanicus[6]

- Tethydraco regalis[7]